# Рок Порт (Мисури)
Рок Порт (енгл. Rock Port) град је у америчкој савезној држави Мисури.

## Демографија
По попису из 2010. године број становника је 1.318, што је 77 (-5,5%) становника мање него 2000. године.
| Група             | 2000.         | 2010.         |
| Белци             | 1.382 (99,1%) | 1.274 (96,7%) |
| Афроамериканци    | 1 (0,1%)      | 0 (0,0%)      |
| Азијати           | 0 (0,0%)      | 0 (0,0%)      |
| Хиспаноамериканци | 7 (0,5%)      | 25 (1,9%)     |
| Укупно            | 1.395         | 1.318         |